# Spécificité (linguistique)
Pour les articles homonymes, voir Spécificité.
En linguistique, spécificité est une caractéristique sémantique du groupe nominal qui distingue les entités / noms / référents uniques dans un contexte donné et ceux qui ne le sont pas. Plusieurs facteurs déterminent la spécificité relative d'une entité / d'un nom / d'un référent, notamment:
- Termes singuliers (par exemple, noms propres)
- Habitualité
- Humeurs[Quoi ?] réelles / non-réelles
- Factualité
- Négation

La spécificité ne repose pas sur l'existence. En effet, la spécificité repose sur le caractère unique d'une entité, qu'elle existe ou non. Par exemple, «je cherche une sœur de sexe masculin» ne fait référence à aucune entité réelle. Cependant, l'ambiguïté quant à sa spécificité (cherchez-vous un sœur de sexe masculin particulière, ou n'importe quelle sœur de sexe masculin?) est conservée.

## Ambiguïté dans les langues à spécificité non marquée
En français et dans de nombreuses autres langues, la spécificité n'est généralement pas marquée. Par conséquent, la spécificité peut parfois être ambiguë. Prenons l'exemple suivant:
- Toutes les femmes ont parlé à un étudiant.

Cela a deux interprétations. En première interprétation, toutes les femmes ont parlé au même étudiant, et ici le membre de phrase «un étudiant» est spécifique. En deuxième interprétation, elles ont parlé chacune à un étudiant éventuellement différent de celui d'une autre femme. Dans ce cas, un étudiant est non spécifique.
"En revanche, dans certaines langues, les groupes nominaux dans certaines positions sont toujours sans ambiguïté quant à la spécificité. L'ambiguïté est résolue par le marquage des cas : les groupes nominaux avec une morphologie manifeste sont spécifiques, ceux sans morphologie sont non spécifiques." 
Certaines langues analytiques et isolantes comme le samoan utilisent également des marques de spécificité explicites dans les noms bien qu'elles n'aient pas de cas grammaticaux.

## Relation entre spécificité et caractère définitif
La spécificité et la définition, bien que étroitement liées, sont des caractéristiques sémantiques distinctes. Les deux principaux codages nominaux de définition sont définis et indéfinis. Le premier conduit principalement à une phrase nominale spécifique. Ce dernier peut être spécifique ou non spécifique.
- Je cherche le manager, m. Lee.  [définie, spécifique]
- Je cherche le manager, quel qu'il soit. [définie, non spécifique]
- Il y a un certain mot dont je ne me souviendrai jamais. [indéfini, spécifique]
- Pensez à un mot, n'importe quel mot.  [indéfini, non spécifique]

Notez que pour rendre le deuxième exemple défini et non spécifique, une clause supplémentaire doit être clarifiée.